# Kabinett Ecevit V
Das Kabinett Ecevit V vom 28. Mai 1999 bis zum 18. November 2002 war die von Ministerpräsident Bülent Ecevit geleitete Koalitionsregierung unter der Partei der Demokratischen Linken (DSP).

## Hintergrund
Die Partei der Demokratischen Linken (Demokratik Sol Partisi, DSP) hatte seit den am 18. April 1999 abgehaltenen Wahlen 136 von 550 Sitze in der Großen Nationalversammlung.
Sie bildete mit zwei weiteren Parteien eine Koalitionsregierung. Der gewählte Ministerpräsident Bülent Ecevit bat die liberale Mutterlandspartei (Anavatan Partisi, ANAP) und die rechtsextremistische Partei der Nationalistischen Bewegung (MHP), sich an der neuen Regierung zu beteiligen. Die Regierung hielt bis zu den Parlamentswahlen 2002.

## Die Regierung
Da eine neue Partei gegründet wurde, kam es zu massiven Änderungen im Kabinett. Eine Gruppe von Parlamentsabgeordneten spaltete sich von der DSP ab, um die Partei der Neuen Türkei zu gründen. Auch wurden im Einklang mit der türkischen Verfassung einige Mitglieder der Regierung vor den Wahlen durch unabhängige Mitglieder ersetzt.
| deutsche Amtsbezeichnung                                | türkische Amtsbezeichnung            | Amtsinhaber | Partei     |
| ------------------------------------------------------- | ------------------------------------ | --- | ---------- |
| Ministerpräsident                                       | Başbakan                             | Bülent Ecevit | DSP        |
| Stellvertretender Ministerpräsident und Staatsminister  | Devlet Bakanı ve Başbakan Yardımcısı | Devlet Bahçeli | MHP        |
| Stellvertretender Ministerpräsident und Staatsminister  | Devlet Bakanı ve Başbakan Yardımcısı | Mesut Yılmaz | ANAP       |
| Stellvertretender Ministerpräsident und Staatsminister  | Devlet Bakanı ve Başbakan Yardımcısı | Hüsamettin Özkan (28. Mai 1999 – 9. Juli 2002) Şükrü Sina Gürel (9. Juli – 12. Juli 2002)                                                                                      | DSP        |
| Stellvertretender Ministerpräsident und Energieminister | Devlet Bakanı ve Başbakan Yardımcısı | Cumhur Ersümer (29. Juni 1999 – 12. Juli 2000) | ANAP       |
| Staatsminister                                          | Devlet Bakanı                        | Mehmet Keçeciler | ANAP       |
| Staatsminister                                          | Devlet Bakanı                        | Tunca Toskay | MHP        |
| Staatsminister                                          | Devlet Bakanı                        | Ramazan Mirzaoğlu | MHP        |
| Staatsminister                                          | Devlet Bakanı                        | Şuayip Üşenmez | MHP        |
| Staatsminister                                          | Devlet Bakanı                        | Tayyibe Gülek (12. Juli 2002 – 18. November 2002) | DSP        |
| Staatsminister                                          | Devlet Bakanı                        | Mehmet Ali İrtemçelik (28. Mai 1999 – 8. Mai 2000) | ANAP       |
| Staatsminister                                          | Devlet Bakanı                        | Hikmet Uluğbay (28. Mai – 22. Juli 1999) Recep Önal (22. Juli 1999 – 9. Juli 2002) Tayfun İçli (9. Juli – 18. November 2002)                                                   | DSP        |
| Staatsminister                                          | Devlet Bakanı                        | Yüksel Yalova (28. Mai 1999 – 31. Mai 2001) Sadettin Tantan (5. Juni – 6. Juni 2001) Nejat Arseven (8. August 2001 – 7. August 2002) Ali Doğan (7. August – 18. November 2002) | ANAP       |
| Staatsminister                                          | Devlet Bakanı                        | Şükrü Sina Gürel (28. Mai 1999 – 9. Juli 2002) Zeki Sezer (9. Juli – 18. November 2002)                                                                                        | DSP        |
| Staatsminister                                          | Devlet Bakanı                        | Kemal Derviş (2. März 2001 – 10. August 2002) Masum Türker (10. August – 18. November 2002)                                                                                    | unab. DSP  |
| Staatsminister                                          | Devlet Bakanı                        | Sadi Somuncuoğlu (28. Mai 1999 – 8. Mai 2000) Faruk Bal (22. Mai 2000 – 18. November 2002)                                                                                     | MHP        |
| Staatsminister                                          | Devlet Bakanı                        | Rüştü Kazım Yücelen (28. Mai 1999 – 5. Juni 2001) Yılmaz Karakoyunlu (5. Juni 2001 – 18. November 2002)                                                                        | ANAP       |
| Staatsminister                                          | Devlet Bakanı                        | Mustafa Yılmaz (28. Mai 1999 – 10. Juli 2002) Mehmet Kocabatmaz (10. Juli – 18. November 2002)                                                                                 | DSP        |
| Staatsminister                                          | Devlet Bakanı                        | Edip Saffer Gaydalı (28. Mai 1999 – 12. September 2002) Salih Yıldırım (12. September 2002 – 18. November 2002)                                                                | ANAP       |
| Staatsminister                                          | Devlet Bakanı                        | Hasan Gemici (28. Mai 1999 – 10. Juli 2002) Melda Bayer (10. Juli – 18. November 2002)                                                                                         | DSP        |
| Staatsminister                                          | Devlet Bakanı                        | Fikret Ünlü (28. Mai 1999 – 24. August 2002) Erdoğan Toprak (24. August – 18. November 2002)                                                                                   | DSP        |
| Staatsminister                                          | Devlet Bakanı                        | Abdulhaluk Çay (28. Mai 1999 – 24. Dezember 2001) Reşat Doğru (7. Januar – 18. November 2002)                                                                                  | MHP        |
| Justizminister                                          | Adalet Bakanı                        | Hikmet Sami Türk (28. Mai 1999 – 5. August 2002) Aysel Çelikel (5. August – 18. November 2002)                                                                                 | DSP unab.  |
| Minister für Nationale Verteidigung                     | Millî Savunma Bakanı                 | Sabahattin Çakmakoğlu | MHP        |
| Minister für Innere Angelegenheiten                     | İçişleri Bakanı                      | Sadettin Tantan (28. Mai 1999 – 5. Juni 2001) Rüştü Kazım Yücelen (8. Juni – 5. Juni 2001) Muzaffer Ecemiş (5. August – 18. November 2002)                                     | ANAP unab. |
| Minister für Auswärtige Angelegenheiten                 | Dışişleri Bakanı                     | İsmail Cem (28. Mai 1999 – 12. Juli 2001) Şükrü Sina Gürel (12. Juli – 18. November 2002)                                                                                      | DSP        |
| Finanzminister                                          | Maliye Bakanı                        | Sümer Oral | ANAP       |
| Minister für Nationale Bildung                          | Millî Eğitim Bakanı                  | Metin Bostancıoğlu (28. Mai 1999 – 10. Juli 2002) Necdet Tekin (10. Juli – 18. November 2002)                                                                                  | DSP        |
| Minister für Öffentliche Arbeit                         | Bayındırlık ve İskan Bakanı          | Koray Aydın (28. Mai 1999 – 5. September 2001) Abdülkadir Akcan (19. September 2001 – 18. November 2002)                                                                       | MHP        |
| Gesundheits- und Sozialminister                         | Sağlık Bakanı                        | Osman Durmuş | MHP        |
| Minister für Landwirtschaft und Dorfangelegenheiten     | Tarım ve Köyişleri Bakanı            | Yusuf Gökalp | MHP        |
| Ministerium für Verkehr, Schifffahrt und Kommunikation  | Ulaştırma Bakanı                     | Enis Öksüz (28. Mai 1999 – 17. Juli 2001) Oktay Vural (30. Juli 2001 – 5. August 2002) Naci Kınacıoğlu (5. August – 18. November 2002)                                         | MHP unab.  |
| Arbeits- und Sozialminister                             | Çalışma ve Sosyal Güvenlik Bakanı    | Yaşar Okuyan (28. Mai 1999 – 7. August 2002) Nejat Arseven (7. August – 18. November 2002)                                                                                     | ANAP       |
| Minister für Industrie und Handel                       | Sanayi ve Ticaret Bakanı             | Kenan Tanrıkulu | MHP        |
| Minister für Tourismus                                  | Turizm Bakanı                        | Erkan Mumcu (28. Mai 1999 – 8. August 2001) Mustafa Taşar (8. Mai 2001 – 18. November 2002)                                                                                    | ANAP       |
| Minister für Kultur                                     | Kültür Bakanı                        | İstemihan Talay (28. Mai 1999 – 9. Juli 2002) Suat Çağlayan (9. Juli – 18. November 2002)                                                                                      | DSP        |
| Umweltminister                                          | Çevre Bakanı                         | Fevzi Aytekin | DSP        |
| Minister für Energie und Naturschätze                   | Enerji ve Tabii Kaynaklar Bakanı     | Cumhur Ersümer (28. Mai 1999 – 27. April 2001) Zeki Çakan (8. Mai 2001 – 18. November 2002)                                                                                    | ANAP       |
| Minister für Wald                                       | Orman Bakanı                         | Nami Çağan | DSP        |